# 한대관
한대관(1974년 12월 26일 ~ )은 대한민국의 배우, 연출가이다.

## 생애
1974년 12월 26일 전라남도 완도군에서 출생한 그는 본관은 청주이며 1994년 연극 《가스등》을 통해 배우로 데뷔하였다.

## 학력
- 1990년 ~ 1993년 포천일고등학교
- 2005년 ~ 2009년 대진대학교 연극영화과 전문학사

## 경력
- 1994년 극단 로뎀 단원
- 2000년 극단 사다리 단원
- 한내소극장 대표
- 극단 한내 대표
- 경기도 젊은 연극인 연합회 부회장
- 한국연극협회 포천시지부 부회장
- 2019년 ~ 포천시립극단 단원

## 출연

### 방송

#### 드라마
- 2003년 SBS 《야인시대》 - 조일환 역
- 2003년 SBS 《왕의 여자》 - 마쓰라 시게노부 역
- 2016년 KBS 1TV 《빛나라 은수》
- 2017년 SBS 《해피시스터즈》
- 2018년 TvN 《나의 아저씨》
- 2018년 KBS 1TV 《비켜라 운명아》

#### 재연극
- 2002년 경인방송 《리얼스토리 실제상황》

### 영화
- 2001년 《엽기적인 그녀》 - 행군하는 군인들 지휘관 역
- 2001년 《흑수선》 - 탈출 포로들 역
- 2002년 《케이티》 - 박수열 역
- 2002년 《챔피언》 - 단발머리 3 역
- 2002년 《오아시스》 - 형사 2 역
- 2003년 《살인의 추억》 - 넘어지는 감식반 역
- 2003년 《부기우기 원더랜드》 (단편 영화)
- 2004년 《슈퍼스타 감사용》 - 합승 손님 역
- 2004년 《역도산》 - 역도산의 문하생 10 역
- 2006년 《사랑할 때 이야기하는 것들》 - 형사 2 역
- 2007년 《화려한 휴가》 - 중대장 역
- 2008년 《힘을 내요, 고대리》

### 공연

#### 연극
- 1994년 《가스등》 (1994.11.28~1994.12.18)
- 《탄 갱부》
- 《유실물》
- 《리투아니아》
- 《사탄》
- 《총알택시》
- 《밤 손님》
- 《쥬라기의 사람들》
- 《2000 품바》
- 《북어대가리》
- 2010년 《이제 만나러 갑니다》 (2010.01.22~2010.04.22)

#### 뮤지컬
- 2000년 《오성과 한음》 (2000.09.29~2000.10.03)

## 연출

### 공연

#### 연극
- 2016년 《들리나요》 - 연출 (2016.03.31~2016.04.17)
- 2016년 《들리나요》 - 연출 (2016.05.20)
- 2017년 《우리는 가족입니다》 - 연출 (2017.03.25~2017.04.12)
- 2017년 《들리나요》 - 연출
- 2018년 《봄날》 - 연출
- 2019년 《보내지 못한 편지》 - 연출 (2019.12.21~2019.12.22)
- 2021년 《민들레》 - 연출

#### 뮤지컬
- 2013년 《면암 최익현》 - 연출 (2013.12.14)
- 2020년 《면암 최익현》 - 연출 (2020.12.28)
- 2021년 《면암 최익현》 - 연출 (2021.11.20~2021.11.21)

## 수상
- 1998년 제16회 전국연극제 신인상
- 2016년 제34회 전국연극제 경기도대회 금상 (들리나요)